# 謝肉祭と四旬節の喧嘩
『謝肉祭と四旬節の喧嘩』（しゃにくさいとよんしゅんせつのけんか、独: Der Kampf zwischen Karneval und Fasten、英: The Fight between Carnival and Lent）は、初期フランドル派の巨匠ピーテル・ブリューゲルが1559年にオーク板上に油彩で製作した絵画で、キリスト教の行事である謝肉祭と四旬節を主題としている。復活祭 (イースター) の前の40日間は、イエス・キリストの受難を想って、肉を断ち、禁欲的な生活をする四旬節であるが、その直前の謝肉祭では羽目を外して大騒ぎをするのが西洋の習わしである。本作は、謝肉祭と四旬節が遭遇した場面という、ありえない情景を描いているが、当時の南ネーデルラントの人々の生活を風俗画風に鳥瞰図的に描いている。200人近い数の人物が登場しているものの、主題のもとに画面は統一されている。ブリューゲル初期の作品に顕著な図解的構図を持つ本作は、おそらく神聖ローマ皇帝ルドルフ2世のコレクションにあったもので、1784年にウィーンの宝物庫から画廊に移され、現在は美術史美術館に所蔵されている。

## 歴史

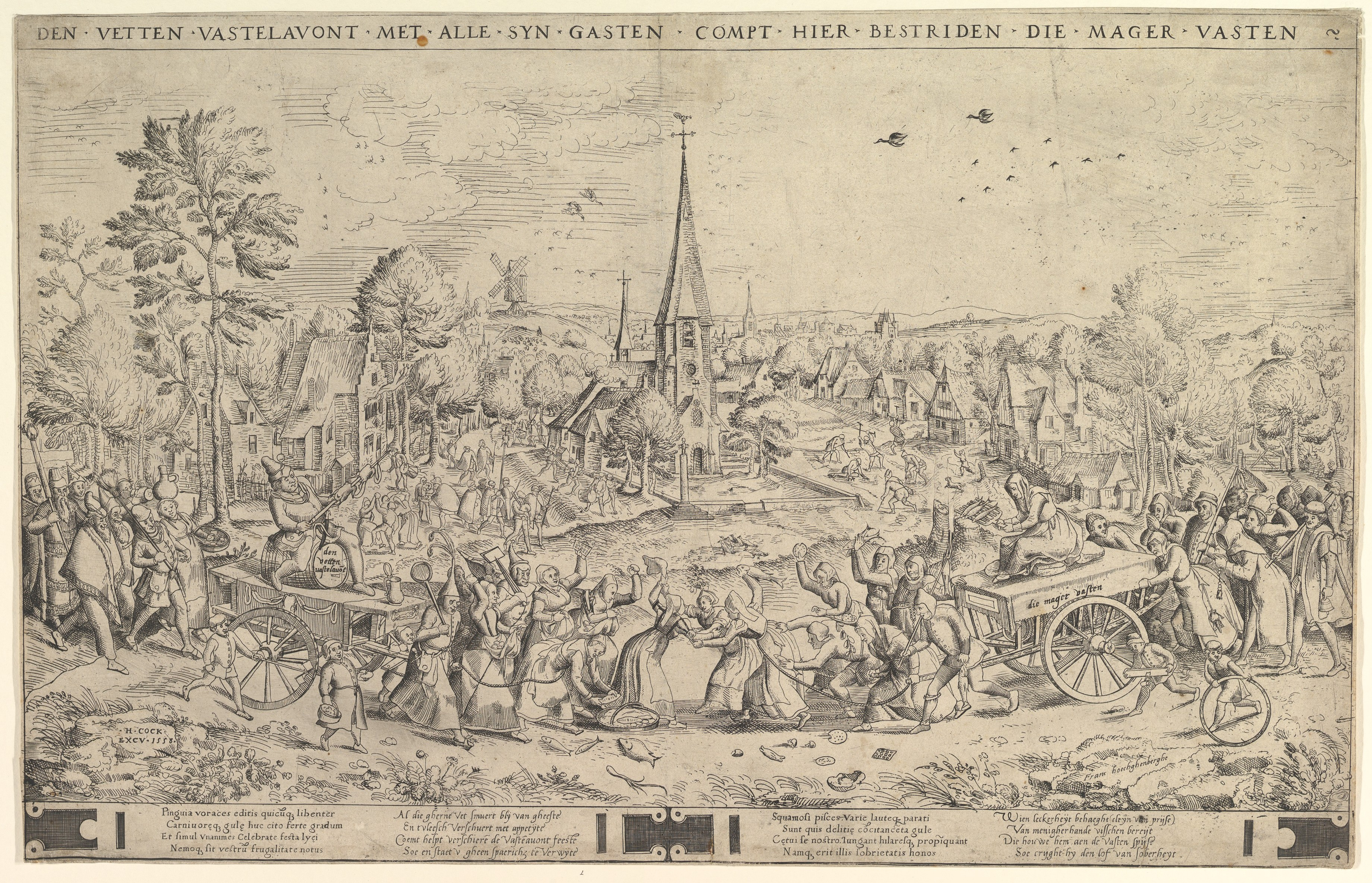
フランス・ホーヘンベルフの版画『謝肉祭と四旬節の喧嘩』

擬人化された謝肉祭と四旬節の争いを文学的主題としたものは、紀元後400年の『プシュコマキア』にまで遡る。13世紀のフランスの詩『四旬節と謝肉祭の喧嘩』 (La Bataille de Caresme et de Charnage)  は、違う食べ物である魚と肉の象徴的な争いを描いている。本作の図像表現の先駆けは、1558年のフランス・ホーヘンベルフの銅版画であり、その版画では痩せている人物と太っている人物がともに支持者により荷車で運ばれている。双方の支持者たちは、魚、ワッフル、クッキー、卵で互いに相手を攻撃している。1559年にブリューゲルは七元徳を主題とした一連の版画を制作したが、それはホーヘンベルフの版画と形態上の類似点を持っている。高い地平線を背景とした寓意的人物がこの主題に関する様々な活動を行う群衆に取り囲まれているのである。同年、ブリューゲルは『ネーデルラントの諺』 (ベルリン絵画館) を描いたが、この作品もまたホーヘンベルフの版画にもとづいている。翌年、ブリューゲルは『子供の遊戯』 (美術史美術館) も描いた。本作も含めたこれら3作品は密接に関連しており、それぞれが民俗学的慣習の百科全書的目録となっている。それらの作品は、製図製作者から、現在よく知られている大型作品を描く画家ブリューゲルへの変貌を画すものである。

## 構図
本作は典型的な「世界絵」の様式で描かれている。「世界絵」とは、高い視点から空想的でパノラマ的な風景を描いたものである。地平線は画面の中で高く設定され、鑑賞者に場面の鳥瞰図的図像を提供する。キャンバスのサイズは大きく、人物像は小さい。ほとんど200人ほどの登場人物が大方、集団に分けられて場面を満たしているのである。
ネーデルラントの特定されていない市場のある広場が表されている。場面のそれぞれの主題は同時代の鑑賞者たちには郷愁を誘うようなものであったかもしれない。というのは、当時、アントウェルペンで見られたであろう組織化された職業別の行進に比べ、絵画はより古めかしく、より田舎じみた即興的祝祭を描いているからである。
光景は2分割され、2つの建物によって枠取られている。2つの建物とは左側の宿と右側の教会であり、それにより場面には舞台劇の性格が与えられている。画面の左側には謝肉祭が、右側には四旬節の光景が展開している。しかし、境界ははっきりと区切られてはおらず、いくつかの場所では謝肉祭と四旬節の支持者たちはお互いの空間に侵入している。
絵画は一年の様々な時期を描いている。左側の葉がない冬枯れの木々は冬を示唆し、四旬節側の教会にある芽吹いている木々は春の到来を示唆しているのである。
前景には争いそのものが展開している。支持者たちにより付き添われ、引っ張られ、押されている2人の敵対者は今まさに出会うところである。
絵画は片方がもう一方よりも良いものとしては表していないが、両方とも人間のすることの極端さを示すものとして表しており、いずれも人間の実相とみている。

## 部分

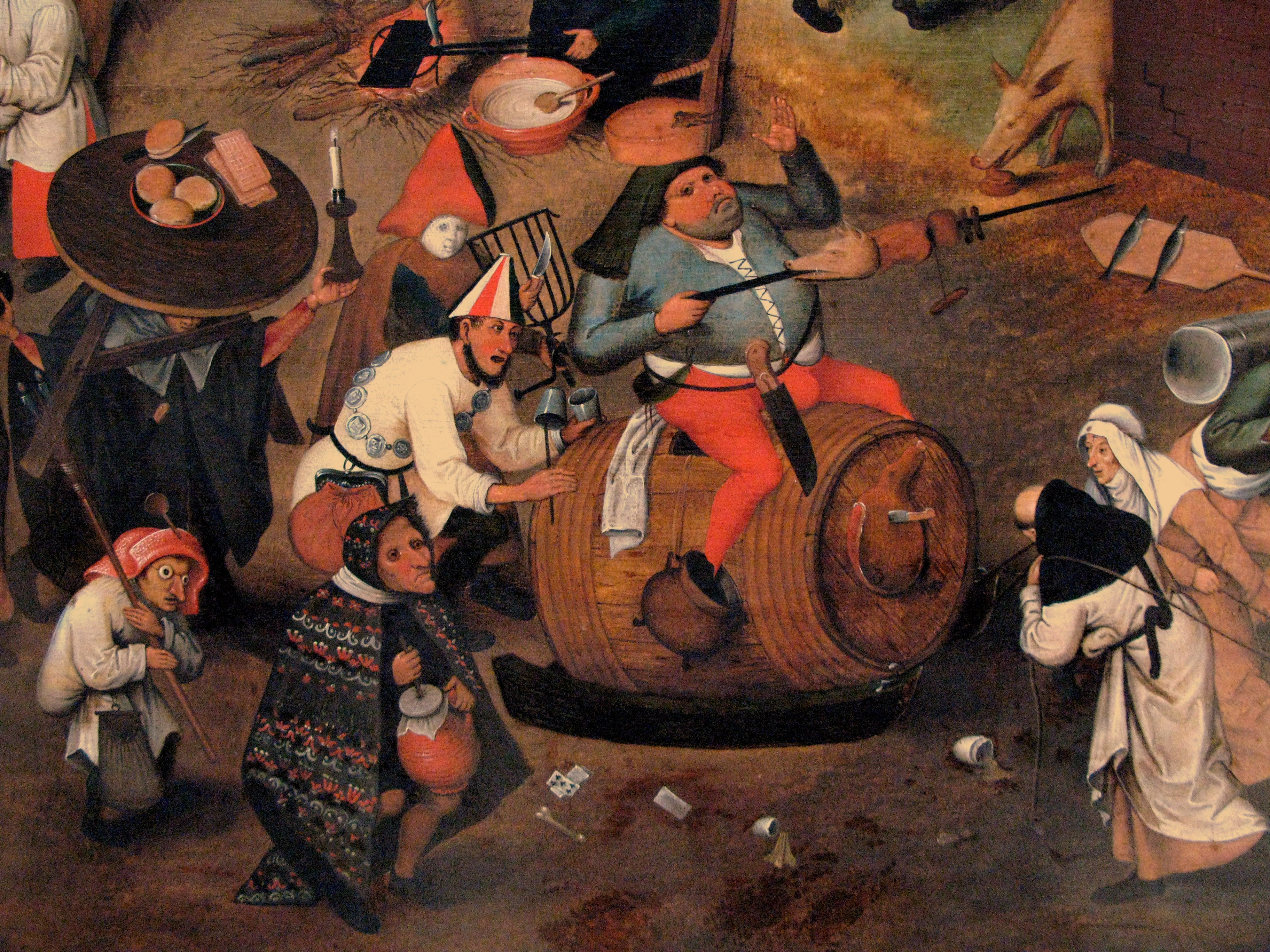
謝肉祭の擬人像

四旬節の擬人像

### 画面前景
前景には、2人の敵対者である「謝肉祭」と「四旬節」が後期中世のジョスト (騎士の一騎打ち競技) のパロディーの形で描かれている。2人はお互いに突撃してはおらず、むしろ通り過ぎて、お互いを鞍から引き上げようとしている。
彼らは当時の謝肉祭の山車に似たもので運ばれている。両者とも頭に被り物を着けており、それにより寓意的人物像であることが明らかになっている。「謝肉祭」は、カラスの脚が出ているカラス肉のパイを被っている。「四旬節」は、当時の教会の一般的象徴であった蜂の巣箱を被っている。
「謝肉祭」は太っている肉屋で、ナイフの入った袋を腰から下げ、青い橇の上のビア樽に跨っている。樽の前にはポークチョップが括り付けられており、鍋が鐙 (あぶみ) になっている。彼の武器は仔豚の頭部、鶏肉、ソーセージが刺さった串である。2人の男が彼の橇を引いている。そのうちの1人は、当時の典型的な謝肉祭の色である赤、金、白色の旗を振っている。「謝肉祭」の追随者は仮面、奇妙な被り物、家事用品を小道具として、または即興の楽器として普通にあるいは逆向きに身に着けている。前景には、骨、卵の殻、トランプのカードが見える。
フランス語には「四旬節のように痩せている」という諺があるが、画面の「四旬節」も痩せている女 (または男) として表され、硬い3本脚の椅子に腰かけている。彼女はピール (peel) と呼ばれるパン屋のヘラを持っており、その上には2匹のニシンが乗っている。彼女の周囲にはプレッツェル、魚、断食期間中のパン、ムール貝、玉ねぎがあるが、それらはすべて四旬節中に食されるものである。「四旬節」は、修道士と修道女によって懸命に運ばれている。彼女の取り巻きは子供たちからなっているが、彼らは「四旬節」のように額に灰の水曜日用の灰の十字架を着け、拍子木で音を立てている。教会の聖職者が子供たちに付き添い、聖水ブラシと、乾燥したロールパン、プレッツェル、靴など寄付する品々の袋の入った袋を携帯している。

### 画面左側

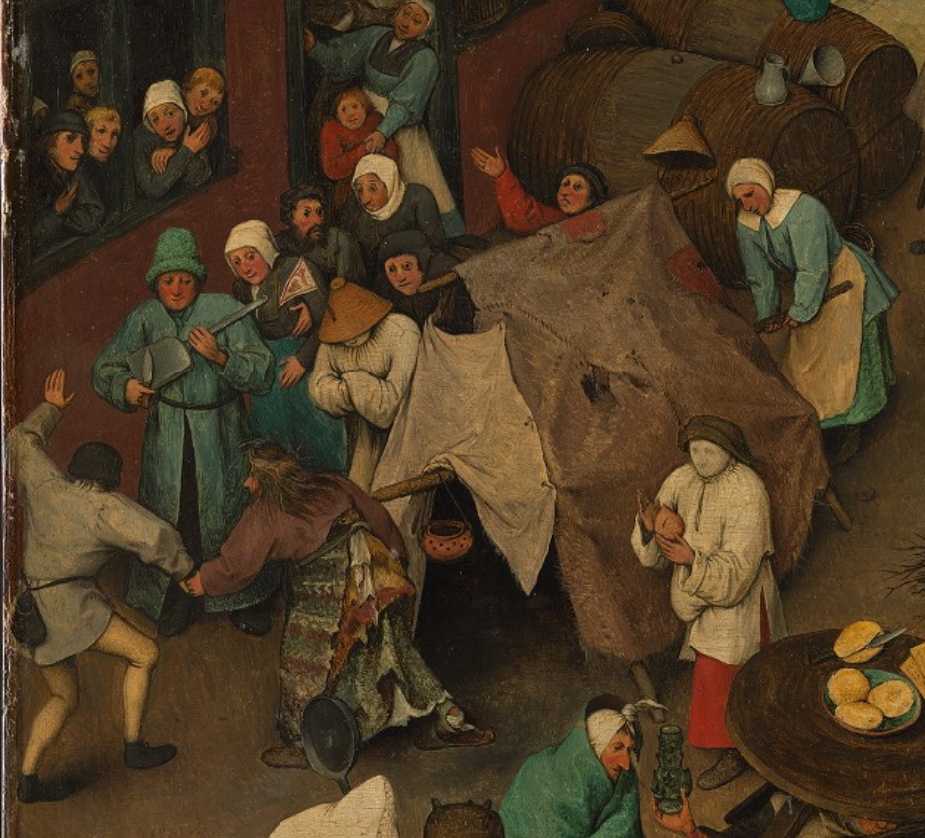
『汚れた花嫁』の演劇

画面左側には宿があり、看板によると「青いはしけ (舟)」 (Blau Schuyt ) という名である。この名は、四旬節の期間中人気のあった中期オランダ語の詩にまつわるもので、その詩の中ではブルジョワジーの世界が反転している。青は欺瞞の色だけに、宿の中と周囲では過度の飲酒が行われている。上階の窓からは、2人の恋人の出会いを見ることができる。左側には、バグパイプを持った音楽家が嘔吐するため窓から身を乗り出している。
宿の前では役者たちが『汚れた花嫁』 (The Dirty Bride) を演じている。泥酔した農民が女性との結婚を承諾するが、しらふになって彼女がひどい容貌であることを発見するという演劇である。絵画は花嫁と花婿が踊っているところを表しており、集団のうち仮面を着けた1人が豚の貯金箱で集金している。
道の反対側の画面左奥では、別の役者たちの一団が『野獣男オルソンと騎士ヴァレンタイン』 (The Catch of the Wild Man) を演じている。「謝肉祭」の上では女がワッフルを焼いている。その背後には、麦角菌に汚染されたパンを食べたために壊疽を起こした足なえの人々がいる。画面中央左寄り奥では、バグパイプ奏者に導かれた物乞いをするハンセン病の患者の行進も見える。背に狐の尻尾をつけるのは、ハンセン病患者の印であるとの指摘もある。

### 画面右側
画面右側にある教会内部には覆いを掛けられた彫像が見える。ローマ・カトリック教会では、復活祭の前々週の日曜日から復活祭まで美術品を覆うのが習いであった。
外では、男が、信心深い者がお金を払って触れることのできる聖遺物の乗ったテーブルに座っている。女が屋台で奉納品を売っている。教会の壁を背にして、男女が跪いて祈っている。
教会の側面扉から貧しくも信心深い人々が出てきている。自分の座る椅子を持って運んでいる者もいる。教会の中の長椅子に座ることが許されたより富裕な市民たちは、教会の正面扉から出てきている。1人の紳士は、自分用の折り畳み椅子を持っている召使に付き添われている。黒い服を着て、柏の木の枝を持っている女性たちもいるが、これはイエス・キリストのエルサレム入場の日に関連する慣習である。富裕な人々は、四旬節の説教でチャリティーを行うよう諭されているので、多くの乞食に施しを与えている。施しが積極的に行われたのは、キリスト教の隣人愛の思想に加え、「貧者は富者のために祈る」という当時のカトリックの教えによるものである。
左側の乞食の集団を取り巻く人々がいないのに対し、右側の乞食たちは教会に行く人々の完全な注目を受けている。脚と片方の腕がない男の後ろには巡礼の印をつけた女がいるが、彼女の背中の籠にいるサルは巡礼のふりをしているだけであることを示唆している。
X線などの技術により、特定されていない画家の手がブリューゲルの作品に変更を加えていることが明らかになっている。たとえば、白い布に部分的に覆われた膨張した死体が隠された。オリジナル作品では、魚売りの屋台の右側にある車輪付きの台車には人物像があった。これらの人物像は、ブリューゲルの時代に制作された複製にも見ることができる。
背景は、四旬節の魚を準備している女たち、宿からワインを運び出している男たち、ワッフルを焼いている女など、主に食物を扱っている人々によって占められている。絵画の一番最奥部には、冬や死を葬る藁人形の燔祭が焚火とともに行われており、踊っている人物や乞食たちが場面を満たしている。

### 画面中央

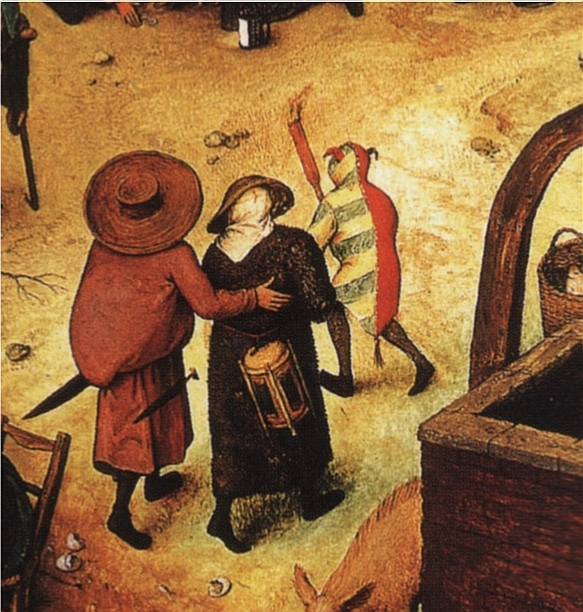
宮廷道化師に導かれている男女

画面中央には、左右どちらの側にもはっきりと関連づけられない場面がある。奥には、売りに出されている容器のあるパン屋がある。その窓には干し魚が下げられている。女が道具を洗っている。もう1人の女が春の大掃除をしており、梯子に上って外側から窓の掃除をしている。パン屋の前では、2人の若い男が古い陶製鍋を投げ上げて掴み取る敏捷さを競う遊びをしている。それがたやすくないことは、地面に落ちた鍋の破片によってわかる。
広場の真ん中には公共の井戸がある。その右側では、女がちょうどきれいな水を汲んだところであり、彼女の足元には新鮮な野菜の入った籠がある。この場面の清潔さは、井戸の左側にいる豚と対照的である。魚の屋台は、鮮魚と干し魚をいろいろ提供しており、おそらく左側でワッフルを作っている女と対位法にもとづき配置されている。
井戸の左側の明るく照らされている場所には、背中からだけ見えるカップルが歩いている。彼らは謝肉祭に参加していた。男は服の下にせむしのように見える藁袋を入れており、女は腰から火の灯っていないランタンを下げているからである。彼らの前では、宮廷道化師が左手のほうに向かっている。一方、男女のカップルは騒ぎを避け、明るく照らされたところを通って広場の右側に進んでいる。彼らにとって祝祭は終わっており、悔悛と節制の時期が到来しているのである。

## 制作方法/複製
本作はバルト海周辺の地域から採られたオーク材に描かれた油彩画である。板は、チョークと動物性油脂の下塗りを施して準備された。追加の下塗りはなされておらず、最初の下塗りの暖かな色調が最終的な作品から透けて輝いている。画家の署名は黒いチョークでなされている。
本作には18点の複製が知られており、そのうちの5点はブリューゲルの息子であるピーテル・ブリューゲル2世、または彼の工房により制作されている。

### 複製

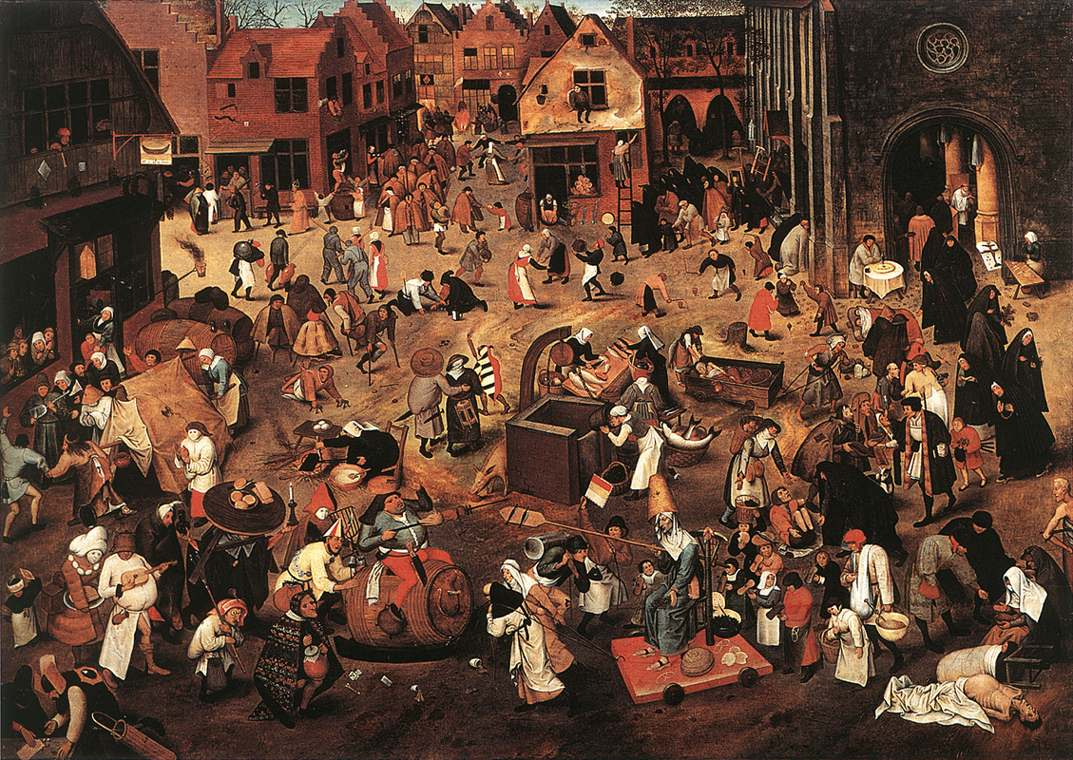
ブリュッセルにある複製 (E 183)
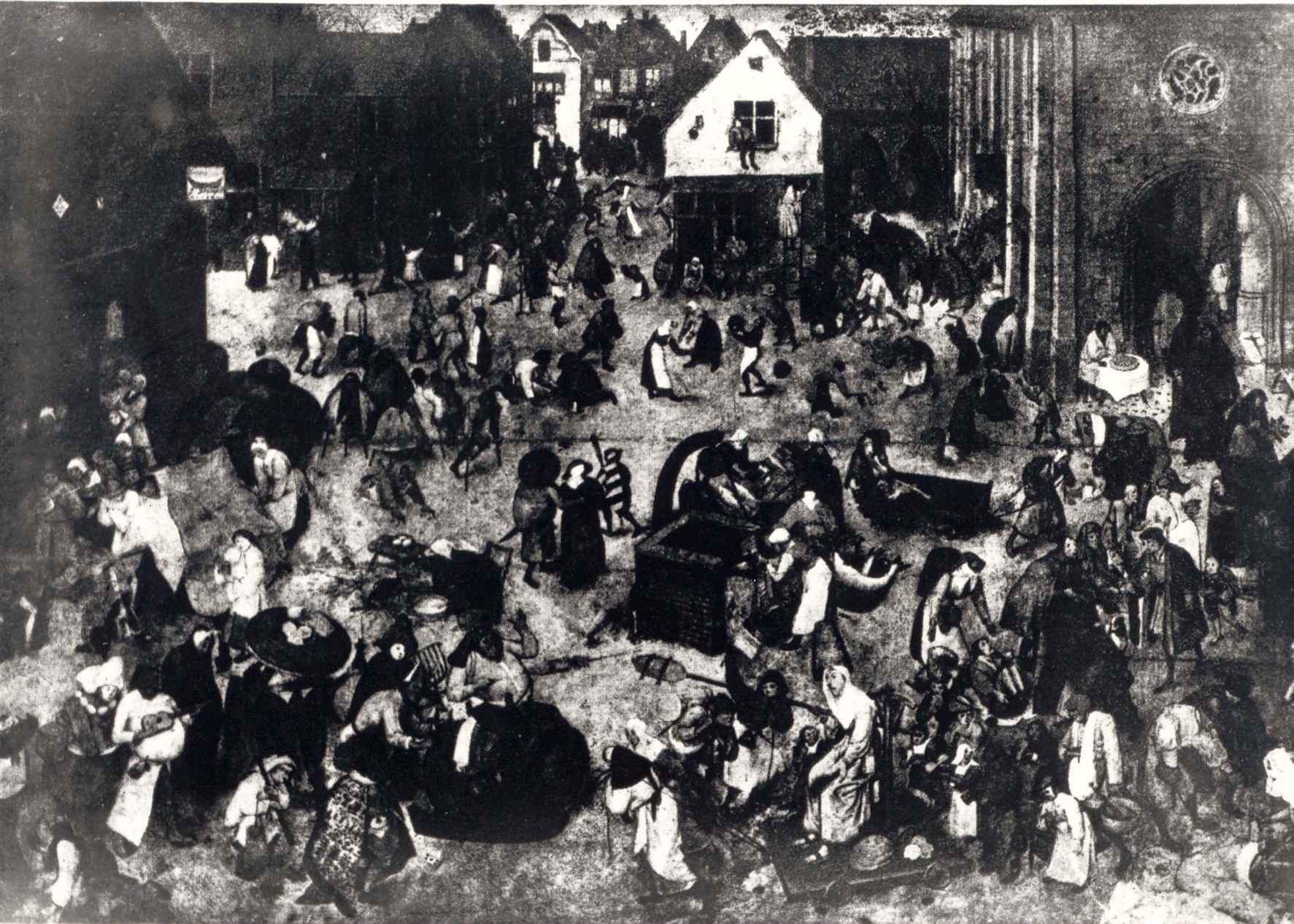
クラクフにある複製 (E 184)
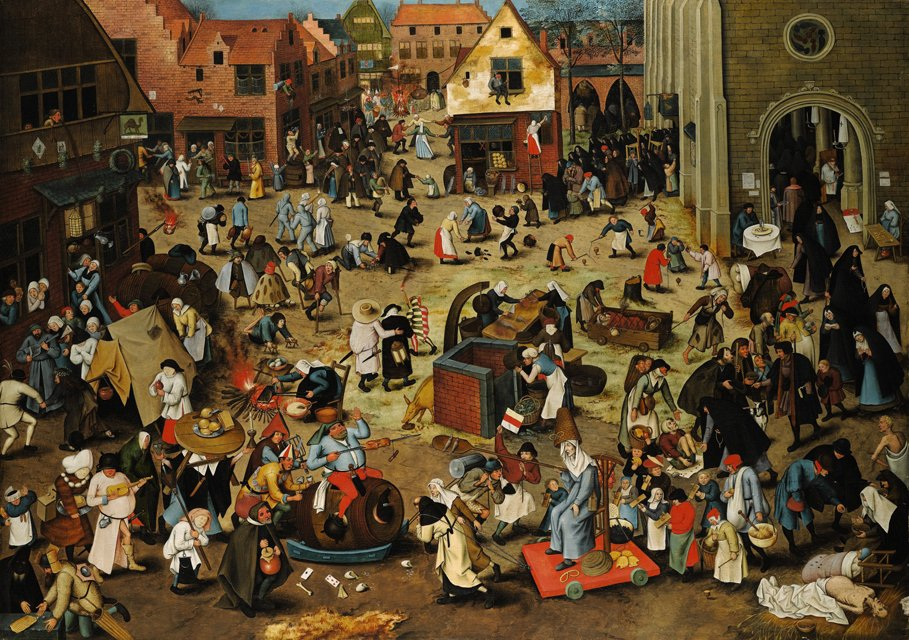
2012年にサザビーズのオークションに出た複製 (E 185)
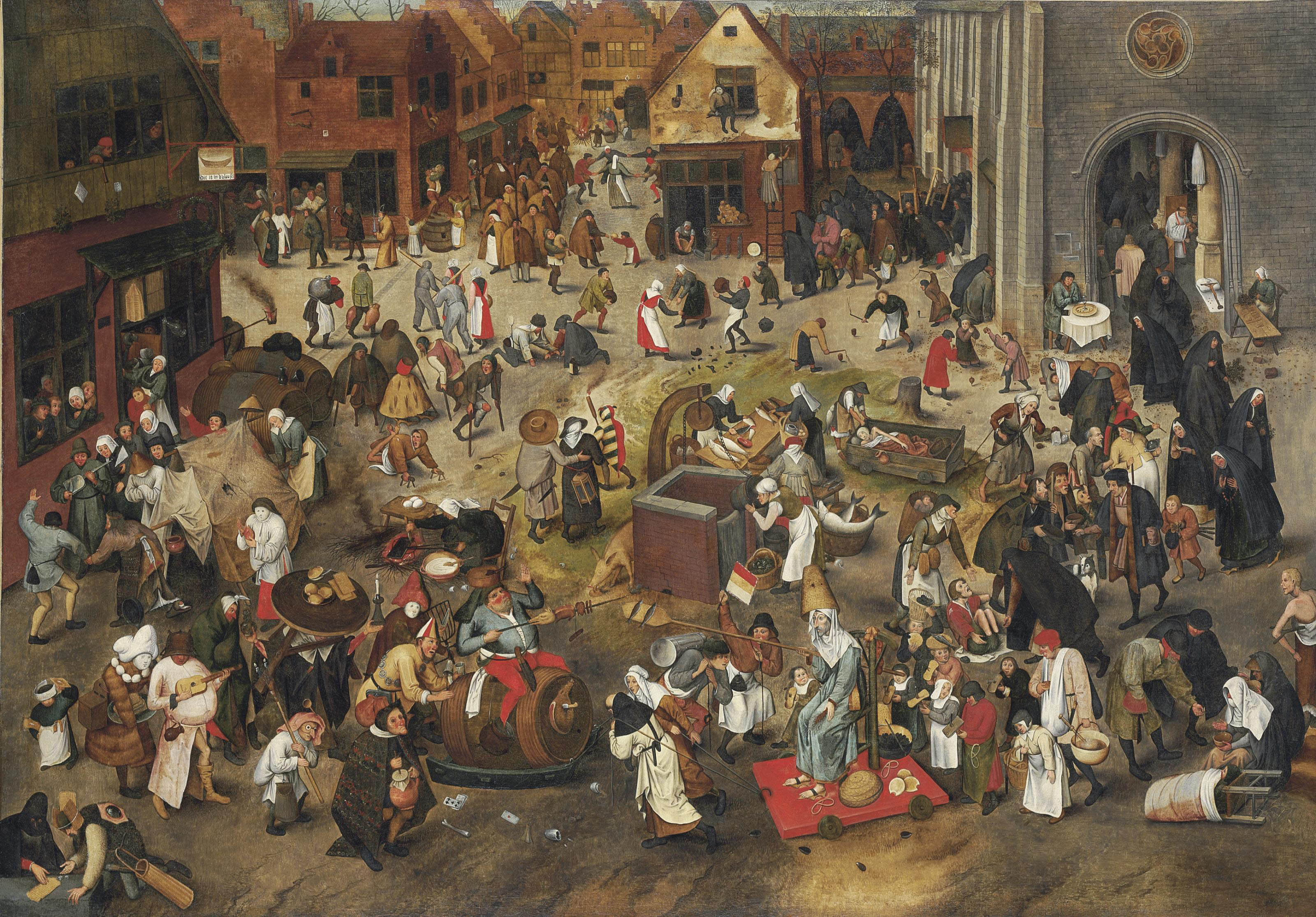
2011年にクリスティーズのオークションに出た複製 (E 186)
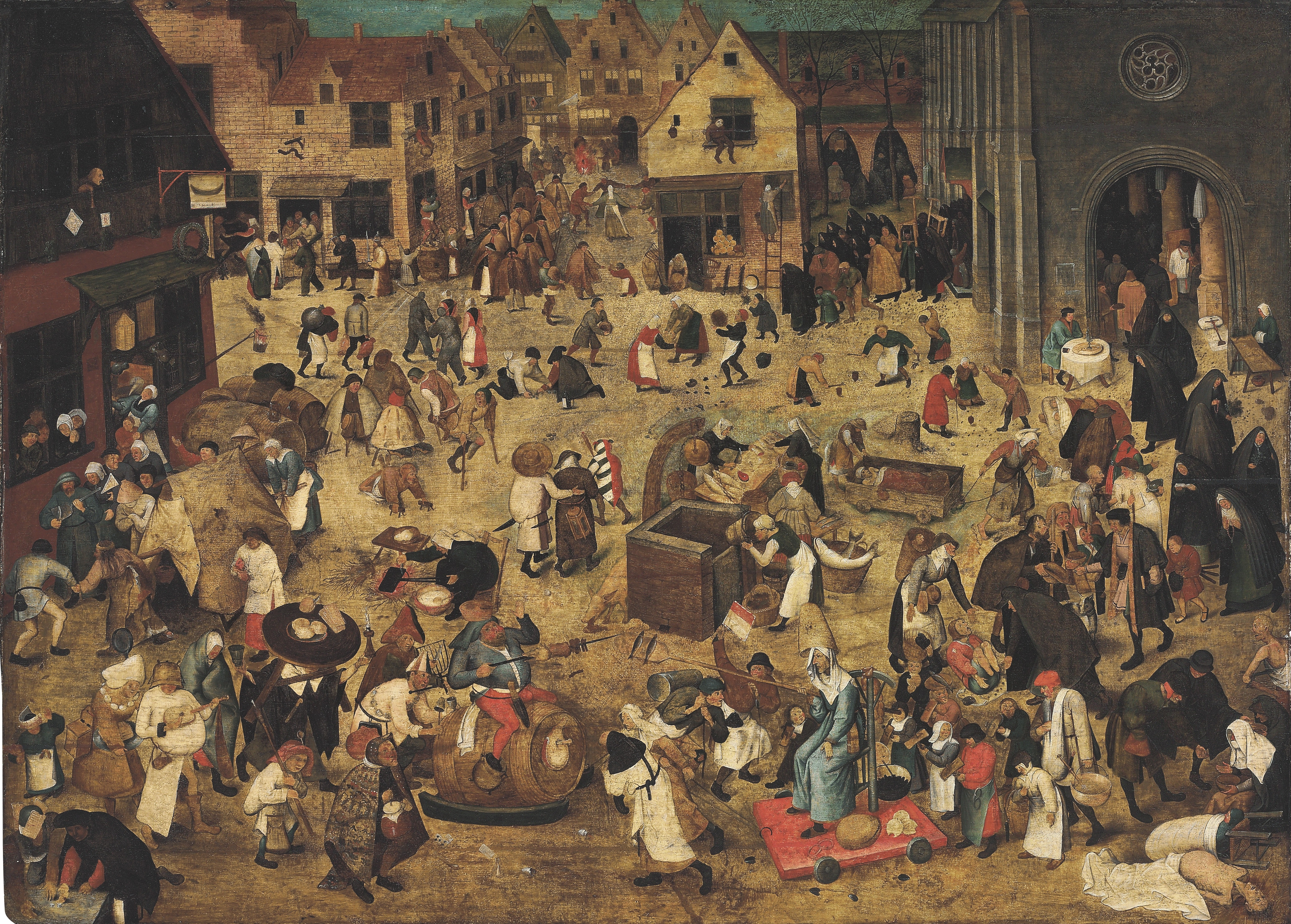
2010年にクリスティーズのオークションに出た複製Christie's, 2010